# おかしなおかしな訪問者
『おかしなおかしな訪問者』（Les Visiteurs）は、1993年製作のフランス映画。
2001年、ハリウッドで『マイ・ラブリー・フィアンセ』としてリメイクされた。

## あらすじ
中世フランスの領主ゴッドフロワは、いいなづけフレネゴンドとの挙式を明日に控え宴を催していた。そんな中、魔女の呪いによっていいなづけフレネゴンドの父親を弓矢で射殺してしまう。縁談も破談になり悩んだゴッドフロワは、魔術師エルゼピウスに頼み込み時空を移動できる秘薬を煎じてもらい従者ジャクイユと共に過去に戻り魔女を倒すのだが・・・。

## キャスト
| 役名                                                        | 俳優                     | 日本語吹替 |
| 役名                                                        | 俳優                     | VHS版      |
| ----------------------------------------------------------- | ------------------------ | ---------- |
| ゴッドフロア （Godefroy (de Montmirail, dit « le Hardi »)） | ジャン・レノ             | 肥後克広   |
| ジャクイユ （Jacquouille (« la Fripouille »)）              | クリスチャン・クラヴィエ | 上島竜兵   |
| ジャカール （(Jacques-Henri) Jacquart）                     | クリスチャン・クラヴィエ | 上島竜兵   |
| ジャン=ピエール （Jean-Pierre (Goulard)）                   | クリスチャン・ビュジョー | 寺門ジモン |
| ルイ6世 （Louis VI (le Gros)）                              | ディディエ・パン         | 寺門ジモン |
| フレネゴンド （Frénégonde (de Pouille)）                    | ヴァレリー・ルメルシェ   | 小宮和枝   |
| ベアトリス （Béatrice (Goulard de Montmirail)）             | ヴァレリー・ルメルシェ   | 小宮和枝   |
| ジネット （Ginette (Sarcley)）                              | マリ＝アンヌ・シャゼル   | 雨蘭咲木子 |
| 魔術師エルゼビウス （le mage Eusæbius）                     | ピエール・ヴィアル       | 緒方賢一   |
| ムッシュ・フェルディナンド （Monsieur Ferdinand (Eusèbe)）  | ピエール・ヴィアル       | 緒方賢一   |
| ジボン署長 （le maréchal des logis Gibon）                  | ジャン＝ポール・ミュール | 緒方賢一   |
| ジャクリーヌ （Jacqueline）                                 | アリエル・セミョーノフ   | 松井菜桜子 |
| ベルネ頭取〔兄〕 （le président (Edgar) Bernay）            | ジェラール・セティ       | 稲葉実     |
| ベルネ会長〔弟〕 （le président (Édouard) Bernay）          | ミシェル・ペイルロン     | 増岡弘     |
| エルベ神父 （Père Hervé）                                   | フランソワ・ラランド     | 増岡弘     |

## スタッフ
- 監督：ジャン＝マリー・ポワレ（フランス語版）
- 音楽：エリック・レヴィ（フランス語版）
- 脚本：ジャン＝マリー・ポワレ、クリスチャン・クラヴィエ